# Spiraea uratensis
Spiraea uratensis là loài thực vật có hoa trong họ Hoa hồng. Loài này được Franch. miêu tả khoa học đầu tiên năm 1883.